# Martin Retov
Martin Retov, né le 5 mai 1980 à Rødovre au Danemark, est un footballeur international danois évoluant au poste de milieu défensif. Il est désormais entraîneur.

## Biographie

### Sélection nationale
Martin Retov obtient sa première sélection avec le Danemark lors d'un match amical gagné (1-0) le 28 avril 2004 face à l'Écosse.
Il ne réapparait qu'en 2008 pour cinq nouvelles sélections dont une titularisation. Il participe d'ailleurs à un match de qualification pour la Coupe du monde 2010 face à la Hongrie (0-0).

## Palmarès
Brøndby IF
- Champion du Danemark (1) : 2005
- Vainqueur de la Coupe du Danemark (3) : 2003, 2005, 2008
- Vainqueur de la Coupe de la Ligue danoise (2) : 2005, 2006
- Vainqueur de la Royal League (1) : 2007